# Образцово (Пермский край)
Образцово — деревня в Сивинском сельском поселении Сивинского района Пермского края. Известна с 1782 года как «однодворок на горе Чугайке».

## Расположение
Образцово находится в двух километрах от села Сива.